# 桂文昇
桂 文昇（かつら ぶんしょう）は、上方落語の名跡。当代は4代目。なお、江戸の桂文生とは別の名跡。

結三柏は、桂文枝一門の定紋である。

- 初代桂文昇 - （生没年本名不詳）文政・天保期ころの生まれ、初代桂文枝門下。初代文枝門下の「四天王」よりも古参の弟子だったと考えられる。俗に「目玉の文昇」と呼ばれ、押し出しも立派で大家の風格があったといわれる。十八番は『大師詣り』。1872年から1876年の間に引退したか死去したと思われる。
- 4代目桂文昇 - 当代。本項にて記述。

ちなみに、俳優・ミュージシャンとして活躍したフランキー堺は、八代目桂文楽の門下で桂文昇の高座名を授けられているが、この記事で述べられている名跡とは一切関係ない。

## 2代目
2代目 桂 文昇（? - 1905年9月6日）は、本名不詳。
幕末ころの生まれ、初め桂慶治門下で慶三。後に初代文昇門下で文賀を経て、2代目文昇を襲名。俗に「ホヤの文昇」と呼ばれるが、その理由は不明。
1893年ころ、神戸へ移る。十八番は『ふたなり』。
弟子の育成に秀で多くの弟子を輩出した。3代目桂文三、2代目桂扇枝、養子となった2代目桂梅團治、3代目文昇らがいる。

## 3代目
3代目 桂 文昇（生没年不詳）は、本名: 石谷紋三郎。
初め2代目文昇の門下で昇馬と名乗る。次に2代目笑福亭竹我の門下で2代目福我を名乗り、そのままの名で初代笑福亭福松の門下に移る。最後に3代目文昇を襲名。
元は学校の教員だったが、夜になると高座に上がっていたのを生徒に見つかり、学校を馘になったため、そのまま玄人になった。能筆だったため、その後は代書屋を開きながら高座を勤めていた。
当時の落語家には珍しいインテリで、筆が立つこともあり、『英語屋』『小野小町』といった新作落語を物にし、『三友落語集』（樋口隆文館、1910年）には文昇の新作13編が掲載されている。
音曲の方面でも特に大津絵節は得意で、文昇作の『楠公』という曲は、当時の漫才師などに良く歌われたと言う。
元教員だけに英語が得意で、冒険家・博物学者のリチャード・ゴードン・スミスが著した『日本の昔話と伝説(Ancient tales and folklore of Japan)』の編集に、「フクガ（福我）」の名で協力している。
高座では、僧侶出身の2代目桂菊團治と組んで「記録術」を売物にし、二人で新作落語や大津絵節の合作もした。
晩年は吉本興業の書記となり、昭和初めころに没した。